# بیائو رن (مانها)
بیائو رن یا به عبارتی دیگر  تیغه محافظان (به انگلیسی: Blades of the Guardians) (به چینی: 镖人), یک مانهای چینی است که توسط "شو شیانژه" نوشته و مصور سازی شده است. این مانها ابتدا در نیو کمیک در ژوئیه ۲۰۱۵ مجوز گرفت و منتشرگردید. این اثر به سرعت خوانندگان زیادی را مجذوب کرد و با استقبال خوبی روبرو شد. از ژوئیه ۲۰۱۵ در پلت‌فرم های آنلاین «تنسنت کمیک» و دیگر پلت‌فرم های آنلاین در حال انتشار است. از مارس ۲۰۲۲، یازده جلد توسط "Beijing United Publishing Company" منتشر شده است.
از زمان پخش مانها در سال ۲۰۱۵، تعداد کل بازدیدها ها در بیش از ۵۰ پلت‌فرم آنلاین داخلی به بیش از ۲ میلیارد رسیده است. 
یک اقتباس تلویزیونی (دونگهوا) تولید شده به تهیه کنندگی ئتسنت پیکچرز پنگوئن و Colored Pencil Animation Group به طور انحصاری در شبکه تنسنت ویدئو از ژوئن تا اوت ۲۰۲۳ متشکل از ۱۵ قسمت پخش شد. در دسامبر ۲۰۲۳، دونگهوا بیائو رن: تیغه محافظان در بیستمین مراسم جوایز اژدهای طلایی انیمیشن چین، برنده ی سه جایزه (کارگردان دونگهوا سال، محبوب ترین دونگهوا سال و بهترین هنر دونگهوای سال) شد.

## داستان
«اسکورت» به جنگ‌جویان استخدام شده گفته می شود که از «هدفی» محافظت می‌کنند. اهداف نیز مجرمانی هستند که توسط حکومت برای آنان مهر تعقیب صادر شده است. در آستانه یک آشوب مدنی در آخرین سال‌های دودمان سوئی، حکومتی از ترس و وحشت در کشور درحال بیدار شدن است و احساس کینه و دشمنی میان برخی افراد درحال بوجود آمدن است. داستان درباره شمشیرزن ماهری به نام دائوما است که در سراسر چین باستان همراه با پسر سه ساله خویش سفر می کند و با قدرت شمشیرش زندگی خود را می گذراند. یک روز دائوما عازم ماموریتی می شود که بخاطرش به شهر چانگان راهنمایی میشود. او قصد دارد بدهیش را به درمانگری به نام مو پرداخت نماید. و زمانی که سفر خود به بیابانهای غربی را آغاز می کند در مسیر پیش رویش ماموریتی ساده را قبول می کند که تبدیل به موضوعی بحرانی و خطرناک میشود.

## تولید

شو شیانژه تحت تأثیر هنرمندانی چون تاکهیکو اینوئه نویسنده مانگا واگاباند و هیروشی هیراتا قرار گرفت.

شو شیانژه می خواست با ترکیب هنرهای رزمی و عناصر غربی داستانی از اواخر دودمان سوئی را بازگو کند. از آنجایی که شو شیانژه هیچ آموزش هنری نداشت، او به مدت چهار سال شروع به تمرین و تقویت مهارت های طراحی خود کرد و در مورد سلاح ها، اقلام تاریخی، تاریخچه دودمان سوئی و دودمان تانگ تحقیق کرد.   مانها تیغه محافظان از نظر هنری شبیه به مانگاهای واگاباند ، تیغه جاودانه و سوتن کورو است. نویسنده به تمام جزئیات ریز و درشت توجه کرده تا داستانی پر از احساسات و ویرانی را در دورانی تاریک و تاریخی از چین باستان به نمایش بگذارد. 

## رسانه ها

### مانها
مانها بیائو رن به طور رسمی در برنامه کمیک جدید در ١ ژوئیه ۲۰۱۵ پخش شد. این اثر به سرعت خوانندگان زیادی را جذب کرد و با استقبال خوبی روبرو شد. نسخه الکترونیکی آن اکنون بر روی پلتفرم آنلاین "تنسنت کمیک" در حال انتشار است .     از زمان عرضه مانها، عملکرد خوبی در بازار کتاب ها کسب کرده است. مهارت های نستودنی در نقاشی و پیشینه تاریخی بزرگ چینی توسط خوانندگان بی شماری "نور گومان" نامیده شده است.  این اثر مورد تحسین بسیاری از هنرمندان برتر مانگای ژاپن قرار گرفته است.  رومیکو تاکاهاشی ، تورو فوجیساوا و سردبیر سابق مانگای  شین-چان تنها پس از یک نگاه تصمیم گرفتند برای تبلیغ آن به چین بروند.   در ١ آوریل ۲۰۱۸، شرکت انتشاراتی پکن یونایتد جلد اول این مجموعه را منتشر کرد.  تا ۱ مارس ۲۰۲۲، یازده جلد به انتشار رسید . بعدها این اثر به خارج از کشور رفت و در پلتفرم کتابخوانی ژاپنی مکا کمیک پخش شد.  تا ۸ اوت ۲۰۱۹، کمپانی  شونن گهوشا  سه جلد نسخه ژاپنی از تیغه محافظان را منتشر کرده است.    در ۱۸ مارس ۲۰۲۰، کمپانی Chinabooks E.Wolf (華瑞圖書出版社) در سوئیس جلد اول نسخه آلمانی بیائو رن را منتشر کرد.  و تا ۱ می ۲۰۲۳، نه جلد منتشر شده است. 

## دونگهوا
در ۱۰ اوت ۲۰۲۰، یک اقتباس تلویزیونی دونگهوا توسط تنسنت پیکچرز و Colored Pencil Animation Group اعلام شد و به طور انحصاری در شبکه تنسنت ویدئو در ژوئن ۲۰۲۳ پخش شد.    دونگهوای تیغه محافظان توسط کمپانی Colored Pencil Animation Group ژااپن انیمه شده است.

## بازخورد
مانها بیائو رن در ژاپن سر و صدا به پا کرد، سه بار از شبکه NHK سی سی تی وی ژاپن پخش شد و به عنوان "یک شاهکار جهانی از کمیک های چینی" مورد ستایش قرار گرفت.   جلد اول بیش از ۱۰۰ هزار نسخه در  یک ماه اول به فروش رساند.   تا سال ۲۰۲۱، مجموع فروش ده جلد اول از ۱ میلیون نسخه عبور کرد. 

### جوایز و نامزدها
| سال  | مراسم                                        | رده                     | اثر نامزد شده          | نتایج | منبع          |
| ---- | -------------------------------------------- | ----------------------- | ---------------------- | ----- | ------------- |
| ۲۰۲۳ | بیستمین مراسم جوایز اژدهای طلایی انیمیشن چین | بهترین هنر دونگهوای سال | بیائو رن               | برنده | [ ۲۴ ] [ ۲۵ ] |
| ۲۰۲۳ | بیستمین مراسم جوایز اژدهای طلایی انیمیشن چین | کارگردان دونگهوا سال    | ژیوی دنگ، هیروماتسو شو | برنده | [ ۲۴ ] [ ۲۵ ] |
| ۲۰۲۳ | بیستمین مراسم جوایز اژدهای طلایی انیمیشن چین | محبوب ترین دونگهوا سال  | بیائو رن               | برنده | [ ۲۴ ] [ ۲۵ ] |

| سال  | مراسم                                  | رده                           | اثر نامزد شده | نتایج    | منبع.         |
| ---- | -------------------------------------- | ----------------------------- | ------------- | -------- | ------------- |
| ۲۰۲۴ | بیست و نهمین جشنواره تلویزیونی شانگهای | بهترین انیمیشن                | بیائو رن      | نامزدشده | [ ۲۶ ] [ ۲۷ ] |
| ۲۰۲۴ | بیست و نهمین جشنواره تلویزیونی شانگهای | بهترین داستان نویسی (انیمیشن) | بیائو رن      | نامزدشده | [ ۲۶ ] [ ۲۷ ] |